# ダイニチ映配
ダイニチ映配株式会社（だいにちえいはい、英: Dainichi Film Distribution Co., Ltd）は、1970年から1971年にかけて存在した日本の映画配給会社である。主に日活と大映製作の映画を配給した。

## 沿革

### 成立までの経緯と当時の映画業界
ダイニチ映配を配給ルートとして使用した日活と大映は、1960年代からの日本の映画産業全体の斜陽化のあおりをまともに受けた映画会社だった。
戦後、娯楽として隆盛を見せた日本の映画産業に、陰りが見え隠れするようになったのは、1953年より登場したテレビの急速な普及が大きい。
1958年の11億人をピークに観客動員数が減少の一途をたどり、1963年には半分以下の5億人強にまで落ち込んだ。また制作本数も1960年の547本から下降の一途をたどっていた。1964年には全国の映画館数が5000館を割る。
日活では石原裕次郎、小林旭を中心としたアクション路線のマンネリ化、それに代わる吉永小百合、和泉雅子、浜田光夫、高橋英樹などの青春路線も全盛期は数年で退潮を食い止めることはできなかった。また社長・堀久作のワンマン体質から来る放漫経営もあり、1963年に石原プロモーションを設立していた石原裕次郎が1969年に『風林火山』を皮切りに他社の映画にも出演するようになるなど、1960年代末には所属俳優の流出と、経営不安が表面化する。1969年には撮影所を、翌1970年には日比谷の本社ビルをも明け渡すことになった。
同様に、大映でも、1966年、3本が立て続けに公開された特撮映画『大魔神』シリーズがヒット。前年1965年からスタートしていた『ガメラ』シリーズも堅調な興行実績を上げて、末期の大映を支える数少ない柱のひとつとなったり、テレビへの対応においても、テレビ室（現・大映テレビの前身）制作の『ザ・ガードマン』は1965年から1971年まで放映される長寿番組となり、その後の大映テレビの基盤を作り上げる実績を上げるプラス面はあったが、その一方で、1967年には映画事業の赤字に起因する大映の巨額負債と経営難が表面化。もともと直営館が少ない脆弱な体質に加え、人気スターの離脱は止まらなくなった。1960年代前半の山本富士子の解雇、長谷川一夫の引退に続き、1967年には勝新太郎の独立、翌1968年には田宮二郎を解雇。最後の頼みであった市川雷蔵も1968年に直腸癌を発症、義父であった社長・永田雅一のために病をおして映画出演を続けるが、甲斐なく翌1969年7月に死去、大映は看板スターを失う。雷蔵の穴埋めとして同月、東映から松方弘樹がレンタル移籍。雷蔵の当たり役だった『眠狂四郎』、『若親分』のリメイク作品などが製作されるが、打開策とはならなかった。
テレビ業界の興隆に押される形で映画産業全体の斜陽化は復しがたい情勢の中、看板スターを相次ぎ失った上、新人スターや若手スタッフの育成もままならない状態に陥った大映・日活両者は、配給網を統合、ダイニチ映配を設立することとなる。

### ダイニチ映配時代
1970年6月、ダイニチ映配が誕生。大映専務の松山英夫が社長、日活常務の壺田重三が副社長にそれぞれ兼任で就任する。
両者の配給網は統合され、その地ごとで大映系と日活系のどちらか一方に封切館が集約された。あぶれた片方は旧作やピンク映画の上映で食いつなぐケースが見られた。
発足後の第1弾は、大映（大映東京）が製作した『太陽は見た』と、日活が製作した『盛り場流し唄 新宿の女』による2本立。これ以降は一部を除き、大映と日活が新作を1本ずつ持ち寄り、それらを抱き合わせる形で公開する2本立を、興行の基本とした。会社発足の当初に、新聞広告で掲げたキャッチコピーは、文字通り「大映・日活の封切作品が一度に見られるダイニチ！」であった。
両社の経営環境はすでに過酷な状態にあり、引き続きベテランを中心としたスタッフや俳優の退社、映画製作予算の削減、旧来の撮影所システムによる映画作りが破綻・制作現場の荒廃が進む中、限られた予算で映画を制作するために「暴力・エロ・グロ」を中心に企画を打ち出す。
その中から生み出された代表的な作品として、日活の『野良猫ロック』シリーズ、『ハレンチ学園』、『八月の濡れた砂』などのアナーキーな「日活ニューアクション」。大映の『でんきくらげ』『十代の妊娠』『高校生ブルース』『おさな妻』といった「ジュニア・セックス・シリーズ」が挙げられる。
数は少ないながらも、新人・若手の台頭もあった。
代表格が、大映の関根恵子（現・高橋惠子）で、『高校生ブルース』『おさな妻』では、ヌード、十代での妊娠など体当たりの演技をこなして注目を浴びている。
他にも大映では関根恵子と共演した篠田三郎や松坂慶子。日活では夏純子、沖雅也、『八月の濡れた砂』主演の村野武範が挙げられる。
石原慎太郎原作の『スパルタ教育くたばれ親父』（日活）では、往年の日活のスター、石原裕次郎と、大映の看板女優・若尾文子が夢の共演を果たすシナジー効果も生み出している。因みに本作品の同時上映は、勝新太郎主演の『座頭市あばれ火祭り』（勝プロダクション）で、発足間もない1970年のお盆興行において、勝新・裕次郎という双方の社を支えたスターの顔合わせを、早くも実現させていたことになる。
また『ボクは五才』（大映京都）、『ママいつまでも生きてね』（大映東京）など、子供の目線で社会を見つめた佳作も世に生み出した。

### ダイニチ映配の崩壊、日活ロマンポルノ路線転向と大映倒産
ダイニチ映配時代の間にも両者の経営はますます悪化していった。
1971年になると、大映では3月に250人の希望退職者を募集。4月にはついに東京京橋交差点角にあった本社ビルを売却することになる。大映は、永田の方針として映画の自社内製にこだわり続けた一方で、全盛期の収益は主に株式配当や永田の政治活動などに充当されており、映像事業強化や多角化による経営基盤の強化に積極的に資本を投入しなかった点が、他社とは決定的に違っていた。このため、映画事業が不振となり経済的に行き詰まった時、大映にはそれに代わって安定的に収益を生み出す手段もなく、資金面で窮するたびに本社や撮影所などを含む自社関係の敷地や資産を切り売りしてどうにかしのぐという、苦しい選択肢しか残されていなかったのである。
一方、日活では6月に堀久作社長が退陣し、息子の堀雅彦が社長に就任する。この余波で、堀久作の片腕だった壺田が日活常務を解任され、ダイニチ映配に取り残されることになる。前月5月に松山が病気のため社長を退陣し、壺田が社長に就任したばかりの出来事だった。
8月に日活制作の『八月の濡れた砂』『不良少女 魔子』が公開。これをもって同時に日活は映画製作を中断、ダイニチ映配から離脱する。
これによって配給網が成り立たなくなったダイニチ映配は、同月に崩壊。結果的に壺田は、大映やダイニチ映配と運命を共にすることになる。
日活は、暗黒時代の映画界でとにかく会社を生き残らせるため、同年11月から成人映画路線「日活ロマンポルノ」をスタートさせた。ほとんどの俳優はフリーとなり、他社やテレビ業界へと活躍の場を移すことになる。それに対しスタッフは、キャリアの浅い若手を中心にロマンポルノへと足を踏み入れていった。
一方、大映は、10月に大映配給株式会社による単独配給を再開。関根恵子が大映で主演した最終作『成熟』など、その後の作品は大映単独で配給している。この時期に大映テレビが分社化。11月20日に最後の封切作品である八並映子主演の『悪名尼』（大映東京）と川崎あかね主演の風俗時代劇『蜘蛛の湯女』（大映京都）を公開。そのわずか9日後の29日に折から体調を崩していた永田雅一に代わり、息子である副社長の永田秀雅から全従業員に解雇通告がなされ業務全面停止、翌12月に不渡手形を出し、大映は破産宣告を受ける。
東宝も翌1972年に自社での映画製作を大幅縮小。専属俳優の解雇を実施し、ほぼ外部からの調達に切り替えた。
このようにして大映こそ、破産という形で五社協定もろとも崩壊したものの、自社専属俳優体制の脱却、経営の多角化などの変化を通じて、自社の興行網を維持した上で斜陽の時代を乗り切っていったのである。

## 作品リスト
主に「ラピュタ阿佐ヶ谷・ダイニチ映配ノスタルジア上映リスト」（2007年）より

### 1970年

#### 日活
- ハレンチ学園 身体検査の巻
- ハレンチ学園 タックル・キッスの巻
- 盛り場流し唄 新宿の女 - 藤圭子のデビュー曲｢新宿の女｣をモチーフにした歌謡映画。藤本人も出演。
- 反逆のメロディー
- 土忍記 風の天狗
- 戦争と人間 第一・二部 - ダイニチ系ではなく、洋画系を通じて公開された。なお、1973年公開の3作目は日活単独での配給だが、やはり洋画系のルートで公開。
- スパルタ教育くたばれ親父
- いちどは行きたい女風呂 - 浜田光夫の恋人役として、入社したばかりの夏純子が抜擢。
- 女子学園 ヤバイ卒業
- ネオン警察 女は夜の匂い
- 新宿アウトロー ぶっ飛ばせ

#### 大映東京
- 高校生ブルース
- ママいつまでも生きてね
- おさな妻
- 可愛い悪魔 いいものあげる

#### 大映京都
- 怪談累が渕
- ボクは五才
- おんな牢秘図
- 皆殺しのスキャット
- 座頭市あばれ火祭り（勝プロダクション制作）[注釈 12]

### 1971年

#### 日活
- 新・ハレンチ学園
- 男の世界 - 石原裕次郎最後の日活映画出演。
- 女子学園 おとなの遊び
- 喜劇 いじわる大障害
- 流血の抗争
- 喜劇 男の顔は人生よ
- 関東破門状（1971年版） - 渡哲也最後の日活映画出演作品。
- 極楽坊主
- 暴力団・乗り込み - 小林旭最後の日活映画出演作品。
- 八月の濡れた砂 - 『不良少女 魔子』と同時上映。日活側のダイニチ映配最終封切作で、完全新作ではロマンポルノ転向前最後の作品[注釈 13]。
- 不良少女 魔子 - 夏純子主演。

#### 大映京都
- 新座頭市・破れ!唐人剣（勝プロダクション制作）[注釈 14][注釈 15]
- 新女賭博師 壷ぐれ肌
- 秘録長崎おんな牢
- 穴場あらし

#### 大映東京
- 君は海を見たか - テレビ作品の映画化版。
- 遊び - 関根恵子主演。相手役として大門正明が映画初出演。増村保造監督最後の大映作品。
- 夜の診察室 - 松坂慶子の映画初主演。『遊び』と同時上映。
- ガメラ対深海怪獣ジグラ - ガメラシリーズ第8作目。